# Rectorragie
Une rectorragie, ou hémorragie rectale, est l'émission, par l'anus, de sang rouge non digéré, d'origine rectale. Par extension, on parle abusivement de rectorragie dans tout saignement de sang rouge provenant de l'anus. Le terme consacré et étymologiquement juste est hématochézie.
Il existe de nombreuses causes d'hémorragie rectale, notamment des hémorroïdes enflammées (des vaisseaux dilatés dans les coussinets adipeux périanaux), des varices rectales, une rectite ou proctite (de diverses causes), des ulcères stercoraux et des infections. Le diagnostic est généralement fait par rectoscopie, qui est un test endoscopique. Les saignements de l'anus sont appelés hémorragies anales et sont généralement de nature superficielle. 

## Voir également
- Hématochézie
- Saignements gastro-intestinaux inférieurs
- Sang dans les selles
  - Hématochézie
  - Sang occulte fécal
  - melæna ou méléna

1. ↑  « Lower gastrointestinal bleeding », Dis. Colon Rectum, vol. 40, no 7,‎ 1997, p. 846–58 (PMID 9221865, DOI 10.1007/BF02055445)